# PSPad
PSPad是由捷克程式設計師Jan Fiala所開發的文本編輯器，於2001年首次發佈。它雖然不是自由軟體的源代码编辑器，但是可供免費使用，擁有類似UltraEdit與EmEditor等純文字編輯軟體等的實用功能。此外，PSPad整合側邊欄，可以專案模式批次管理、編輯程式或文字檔。更可支援FTP檔案上傳／下載、可即時編輯網站文件。另外，我的最愛清單可以方便地快速開啟、編輯檔案的內容。